# Trójmorze
Trójmorze lub Międzymorze (w skrócie 3M, a także 3S, 3SI lub TSI od ang. Three Seas Initiative albo BABS od ang. Baltic, Adriatic, Black Sea Initiative; łac. Trimarium lub Intermarium) – międzynarodowa inicjatywa gospodarczo-polityczna skupiająca 13 państw Unii Europejskiej położonych w pobliżu mórz Bałtyckiego, Czarnego i Adriatyckiego. W skład grupy wchodzą: Austria, Bułgaria, Chorwacja, Czechy, Estonia, Litwa, Łotwa, Polska, Rumunia, Słowacja, Słowenia, Węgry i Grecja.
Obszar obejmujący państwa należące do Inicjatywy Trójmorza stanowi prawie jedną trzecią całkowitej powierzchni Unii Europejskiej, zamieszkałą przez ponad 112 milionów ludzi.

## Historia
Pierwsze spotkanie Inicjatywy miało miejsce 29 września 2015 roku w Nowym Jorku.
Idea Trójmorza, mimo że czasem jest łączona z ideą Międzymorza, różni się od koncepcji forsowanej przez polską dyplomację w okresie międzywojennym. Współpraca gospodarcza i inne relacje między państwami bloku socjalistycznego, silnie związanymi przez lata ze Związkiem Radzieckim, były dość słabe. Po dołączeniu państw byłego bloku radzieckiego do Unii Europejskiej, pojawiły się szanse na rozszerzenie współpracy gospodarczo-politycznej tych państw.
W 2015 roku, w celu poszerzenia współpracy, postanowiono – z inicjatywy prezydentów Polski i Chorwacji, Andrzeja Dudy i Kolindy Grabar-Kitarović – powołać grupę Trójmorza.
Pierwszy szczyt grupy inicjatywnej odbył się w Dubrowniku 25 i 26 sierpnia 2016 roku. Przyjęto tam deklarację, w której wskazano cele współpracy w dziedzinach: energetyki, transportu (m.in. Via Carpatia), komunikacji cyfrowej oraz gospodarki i wyrażono przekonanie, że Europa Środkowa i Wschodnia staną się bezpieczniejsze i bardziej konkurencyjne oraz przyczynią się tym samym do wzmocnienia Unii Europejskiej jako całości.
Kolejne spotkanie odbyło się w Warszawie w dniach 6 i 7 lipca 2017 roku. W szczycie wziął udział prezydent Stanów Zjednoczonych Donald Trump. Hasłem szczytu było „Connectivity, Commerciality, Complementarity” (tłum. Łączność, Komercyjność, Komplementarność) – 3C, jako główne obszary współdziałania państw.
Na Szczycie Trójmorza zapowiedziano m.in. powołanie Funduszu Trójmorza (podpisano w tej sprawie list intencyjny) oraz Sieci Izb Handlowych Trójmorza. Zaprezentowano także katalog wspólnych inwestycji w dziedzinach: transportu, energetyki i cyfryzacji, które są wspólnym priorytetem państw Inicjatywy.
W 2019 roku Bank Gospodarstwa Krajowego i rumuński EximBank podpisały w Luksemburgu akt założycielski Funduszu Inwestycyjnego Inicjatywy Trójmorza. Fundusz ma koncentrować się na projektach tworzących infrastrukturę transportową, energetyczną i cyfrową w regionie Trójmorza. Powołanie Funduszu zostało zainicjowane przez stronę polską, a jego powstanie zapowiedział w 2018 roku Prezydent Polski Andrzej Duda.
12 stycznia 2021 roku, podczas zagranicznej wizyty prezydent Mołdawii Mai Sandu w Kijowie podpisano wraz z prezydentem Ukrainy Wołodymyrem Zełeńskim deklarację, w której oba państwa zadeklarowały zainteresowanie uczestnictwem w inicjatywie Trójmorza.
Na 9. szczycie Japonia została partnerem strategicznym inicjatywy.

## Cele

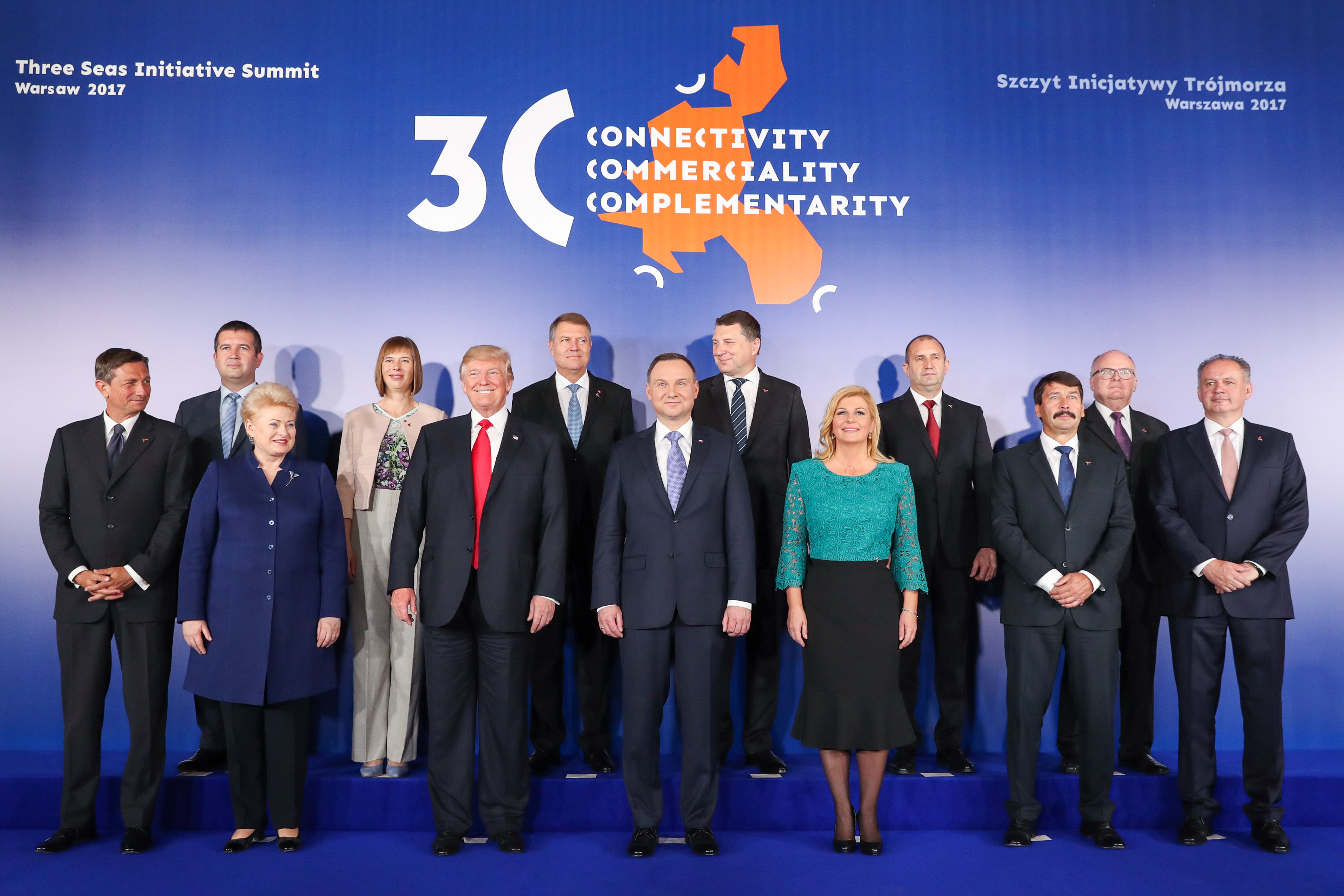
Szczyt Inicjatywy Trójmorza Warszawa 2017

Celem grupy Trójmorza jest głównie współpraca na płaszczyznach: energetycznej, logistyczno-transportowej i informatyczno-telekomunikacyjnej w Europie Środkowej.
Najważniejszymi dokumentami, które ukazują cele Inicjatywy Trójmorza, są deklaracje z Dubrownika (2016), Warszawy (2017),  Bukaresztu (2018) i Lublany (2019). W deklaracji z Bukaresztu w 2018 roku za trzy główne cele Trójmorza uznano:
- zdynamizowanie rozwoju gospodarczego,
- wzmocnienie spójności UE,
- wzbogacenie więzi transatlantyckich.

Koncepcje, które pozwoliłyby połączyć północ i południe wschodnie części Unii Europejskiej spotykają się z największą aprobatą. Dodatkowo w związku ze współpracą regionalną wskazano na trzy obszary: Europa Środkowa, Unia Europejska i więzi transatlantyckie (współpraca z USA).
Inicjatywa Trójmorza opiera się na szczytach, organizowanych przez prezydentów (organizatorów), podczas których przyjmowane są deklaracje.

## Państwa członkowskie
| Lp.      | Państwo   | Ludność (2020) | Dodatkowe informacje                                                                                           |
| -------- | --------- | -------------- | --- |
| 1        | Austria   | 8 901 064      | |
| 2        | Bułgaria  | 6 951 482      | – gospodarz Szczytu w 2021 roku                                                                                |
| 3        | Chorwacja | 4 058 165      | – Państwo założycielskie – gospodarz Szczytu w 2016 roku – CEEplus                                             |
| 4        | Czechy    | 10 693 939     | – CEEplus |
| 5        | Estonia   | 1 328 976      | – gospodarz Szczytu w 2020 roku                                                                                |
| 6        | Grecja    | 10 678 632     | |
| 7        | Litwa     | 2 794 090      | |
| 8        | Łotwa     | 1 907 678      | |
| 9        | Polska    | 38 179 800     | – Państwo założycielskie – Państwo założycielskie funduszu trójmorza – gospodarz Szczytu w 2017 roku – CEEplus |
| 10       | Rumunia   | 19 317 984     | – Państwo założycielskie funduszu trójmorza – gospodarz Szczytu 2x w 2018 i 2023 roku – CEEplus                |
| 11       | Słowacja  | 5 457 873      | – CEEplus |
| 12       | Słowenia  | 2 095 861      | – gospodarz Szczytu w 2019 roku – CEEplus                                                                      |
| 13       | Węgry     | 9 769 526      | – CEEplus |
| Łącznie: |           | 121 913 408    | |

| Lp. | Państwo           |
| --- | ----------------- |
| 1   | Stany Zjednoczone |
| 2   | Niemcy            |

### Fundusz Trójmorza
Instytucje założycielskie złożyły zobowiązania do wpłat w łącznej kwocie przekraczającej 500 mln euro. Fundusz jest otwarty dla innych państw Trójmorza, które mogą do niego dołączyć po uzyskaniu stosownych zezwoleń. Rada nadzorcza funduszu składa się z przedstawicieli banków rozwoju z Polski, Rumunii i Czech.
W 2019 roku Bank Gospodarstwa Krajowego i EximBank podpisały akt założycielski Funduszu Inwestycyjnego Inicjatywy Trójmorza.
Fundusz ma koncentrować się na projektach tworzących infrastrukturę transportową, energetyczną i cyfrową w regionie Trójmorza.
Zapraszani do funduszu będą również prywatni inwestorzy spośród funduszy emerytalnych, prywatnych funduszy inwestycyjnych i innych podmiotów. Celem funduszu jest zebranie od 3 do 5 mld euro.

## CEEplus
We wrześniu 2019 roku prezesi giełd państw Grupy Wyszehradzkiej – Polski, Czech, Słowacji i Węgier oraz Chorwacji, Rumunii i Słowenii – podpisali list intencyjny, dotyczący rozpoczęcia publikacji nowego indeksu giełd z regionu Trójmorza – CEEplus. Giełda Papierów Wartościowych w Warszawie (GPW) będzie odpowiadać za kalkulację i publikację indeksu, Informacje o indeksie będą podawane raz dziennie na podstawie kursów zamknięcia, a następnie przeliczanie po kursie NBP w walutach lokalnych, euro oraz dolarze amerykańskim. CEEplus będzie indeksem cenowym, który będzie jednocześnie instrumentem bazowym dla funduszu pasywnego TFI PZU, o nazwie inPZU CEEplus.
W portfelu indeksu znajdzie się ponad 100 najbardziej płynnych spółek notowanych na rynkach regulowanych giełd z regionu Europy Środkowo-Wschodniej: Bratysławie, Bukareszcie, Budapeszcie, Lublanie, Pradze, Warszawie, Zagrzebiu. Kwalifikacja spółek do indeksu będzie bazować na kryterium płynności.

## Forum Regionów Trójmorza
W 2018 roku Prezydent RP Andrzej Duda zainicjował w Rzeszowie projekt Forum Regionów Trójmorza. Taki format jest okazją do cyklicznych spotkań reprezentantów poszczególnych regionów obszaru państw Trójmorza zainteresowanych wspólnymi przedsięwzięciami i możliwościami współpracy. Pierwsze takie forum (FRT) odbyło się 3 lipca 2018 roku w Jasionce. Podpisano tam porozumienie o utworzeniu Obserwatorium Regionów Trójmorza, którego zadaniem jest gromadzenie informacji statystycznych odnoszące się do tego obszaru. W czasie forum odbyły się dwa panele – pierwszy poświęcony Inicjatywie Trójmorza, drugi szlakowi Via Carpatia.
W dniach 29–30 czerwca 2021 roku, drugiej edycji Forum Regionów Trójmorza w Lublinie towarzyszył pierwszy Samorządowy Kongres Gospodarczy. Uczestnikami wydarzenia byli przedstawiciele administracji rządowej i samorządowej, sektora nauki i biznesu z 12 państw członkowskich Inicjatywy Trójmorza oraz przedstawiciele partnerów strategicznych (Unii Europejskiej, Stanów Zjednoczonych i Niemiec), a także regionów partnerskich z Europy Wschodniej. Podczas kongresu podpisana została Deklaracja Lubelska ws. utworzenia Sieci Gospodarczej Regionów Trójmorza. To porozumienie traktujące m.in. o współdziałaniu samorządów lokalnych oraz społeczeństw w rozwoju tego obszaru, a co za tym idzie, podniesieniu konkurencyjności regionów w europejskim wymiarze. Dokument podpisali marszałkowie województw: lubelskiego, mazowieckiego, podkarpackiego, podlaskiego i świętokrzyskiego ze strony Polski oraz przedstawiciele 15 regionów z pięciu innych państw członkowskich: Litwy, Słowacji, Węgier, Rumunii.

## Lista szczytów Trójmorza
|    | Data                    | Miejsce   | Gospodarz                | Uwagi                                                                                            |
| -- | ----------------------- | --------- | ------------------------ | ------------------------------------------------------------------------------------------------ |
| 1  | 25–26 sierpnia 2016     | Dubrownik | Kolinda Grabar-Kitarović |                                                                                                  |
| 2  | 6–7 lipca 2017          | Warszawa  | Andrzej Duda             | Gościem specjalnym szczytu był ówczesny prezydent USA Donald Trump                               |
| 3  | 17–18 września 2018     | Bukareszt | Klaus Iohannis           | Powołanie Funduszu Trójmorza                                                                     |
| 4  | 4–5 czerwca 2019        | Lublana   | Borut Pahor              |                                                                                                  |
| 5  | 19–20 października 2020 | Tallinn   | Kersti Kaljulaid         |                                                                                                  |
| 6  | 8–9 lipca 2021          | Sofia     | Rumen Radew              |                                                                                                  |
| 7  | 20–21 czerwca 2022      | Ryga      | Egils Levits             | Ukraina otrzymała specjalny rodzaj partnerstwa z państwami Trójmorza                             |
| 8  | 6–7 września 2023       | Bukareszt | Klaus Iohannis           | Grecja stała się członkiem Inicjatywy Trójmorza, a Mołdawia i Ukraina partnerami stowarzyszonymi |
| 9  | 11 kwietnia 2024        | Wilno     | Gitanas Nausėda          |                                                                                                  |
| 10 | 28–29 kwietnia 2025     | Warszawa  | Andrzej Duda             |                                                                                                  |